# Simon Rudnicki

Bischof Simon Rudnicki

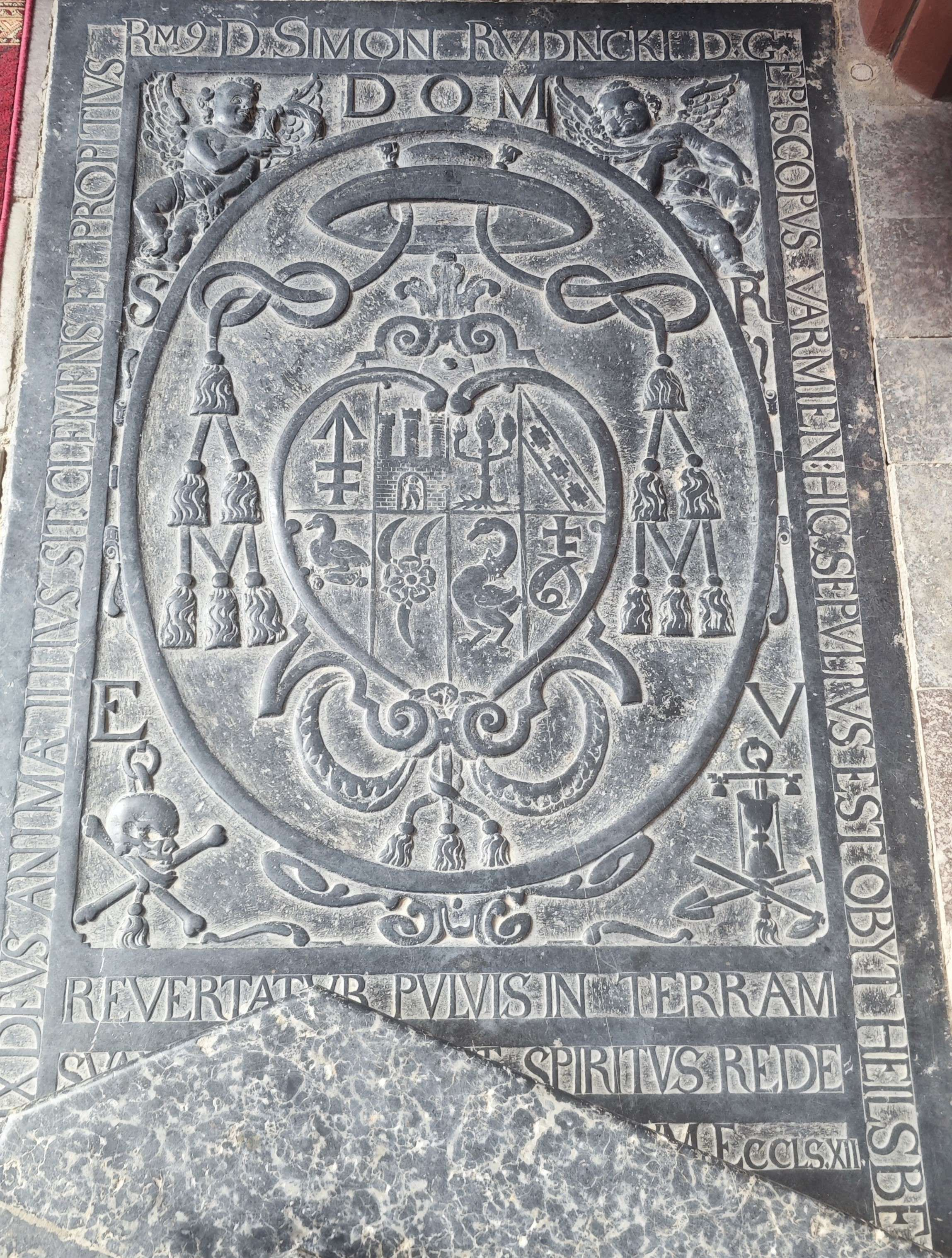
Epitaph in Frauenbrug

Simon Rudnicki (* 20. Oktober 1552 in Sieradz; † 4. Juli 1621 in Heilsberg) war Fürstbischof von Ermland.

## Leben
Er begann seine Ausbildung in Kalisz, anschließend  studierte er an der Jagiellonen-Universität in Krakau, in Bologna und Rom. In Rom verbrachte er mehrere Jahre am Hof des Kardinals Stanislaus Hosius. Nach der Rückkehr in die Heimat wurde er Sekretär und Reisebegleiter der Könige Stephan Báthory und Sigismund III. Wasa. Er unternahm auch als Gesandter des Königs von Polen mehrere Reisen nach Königsberg, um die preußische Lehnverpflichtungserfüllung zu kontrollieren. Am 12. Januar 1605 wurde er zum  Bischof von Ermland ernannt und empfing am 6. März 1605 die Bischofsweihe durch Claudio Rangoni, den Bischof von Reggio Emilia; Mitkonsekratoren waren Piotr Tylicki, Bischof von Włocławek, und Benedykt Woyna (oder Wojna), Bischof von Vilnius. Rudnicki starb am 4. Juli 1621 in Heilsberg und wurde in der Frauenburger Kathedrale beigesetzt. 